# Copa Latina 1950
La Copa Latina de 1950 fue la segunda edición de la Copa Latina, un torneo de fútbol organizado por las federaciones nacionales de España (RFEF) —promotora del evento—, Italia (FIGC), Francia (FFF), Portugal (FPF) y avalado por la FIFA para designar a la mejor asociación y club del sur de Europa.
Se estableció por sorteo antes de iniciarse la competición qué país albergaría cada edición. Portugal fue la encargada de la organización en la reunión celebrada en Barcelona. Esta vez sin embargo fue solo una la sede elegida por la federación portuguesa, siendo el Estádio do Jamor de la ciudad de Oeiras el que albergó todos los encuentros.
El equipo vencedor de esta segunda edición fue el local Sport Lisboa e Benfica tras vencer al Football Club des Girondins de Bordeaux por dos goles a uno en un partido de desempate, después de que la primera final terminase en un empate a tres goles. En esta segunda edición se anotaron un total de 21 goles en 5 partidos arrojando una media de 4,2 goles por encuentro.
A su finalización Portugal acumulaba en el ciclo siete puntos, por seis de España, cuatro de Francia y tres de Italia.

## Desarrollo
Tras la conclusión de la primera edición, que gozó de una buena acogida, se iniciaron las gestiones para la siguiente. Portugal como subcampeón al haber vencido España, la organizadora de 1949, se encargó de hospedar esta segunda. Sin embargo, era año de Mundial por lo que muchos jugadores de los campeones de liga fueron convocados y no podrían asistir. Por tal modo, muchos de ellos rehusaron participar, corriendo así el turno entre los siguientes clasificados, caso italiano, o recibiendo refuerzos de otros equipos, caso español.
Por primera vez hubo de disputarse un partido suplementario tras finalizar la final con un empate. En la época era el sistema para decidir un vencedor de eliminatoria ya que aún no estaba inventada la regla de los lanzamientos de penalti, surgida en España en la década de los años '60. Dicho desempate se alargó hasta más allá de los 120 minutos reglamentarios, en el que es el partido de fútbol más largo jugado nunca en Portugal.

### Participantes
Fue la primera vez que uno de los campeones no acudió al torneo. El representante italiano, la Juventus Football Club declinó acudir debido a que la mayoría de sus futbolistas estaban convocados por sus respectivas selecciones para disputar la Copa Mundial de 1950 próxima a celebrarse en Brasil. Se decidió por tanto que acudiese en su lugar el segundo clasificado del campeonato. Sin embargo, del mismo modo tanto este como el tercero, la Associazione Calcio Milan y el Football Club Internazionale, también rehusaron acudir recayendo así en el cuarto equipo, la Società Sportiva Lazio.
Del mismo modo, al Atlético de Madrid le resultó también difícil conformar un equipo por lo que de manera excepcional y que no acudiese igual que el campeón italiano, se le permitió que se reforzase con jugadores de otros equipos. Entre ellos acudió Manuel Fernández Pahíño por parte del Real Madrid Club de Fútbol, club que también permitió acudir a Pablo Olmedo, mientras que del Real Valladolid Club de Fútbol acudieron Juan Babot y Rafael Lesmes.
Los cuatro equipos debutaban en la competición.
Nota: Nombres y banderas de clubes según la época.
| Equipos participantes                                                                                         | |
| Semifinales                                                                                                   | (Condición) |
| Sport Lisboa e Benfica Football Club des Girondins de Bordeaux Club Atlético de Madrid Società Sportiva Lazio | Campeón de Portugal (Primeira Divisão 1949-50) Campeón de Francia (Division 1 1949-50) Campeón de España Primera División 1949-50) Cuarto clasificado (Serie A 1949-50) |

## Fase final
Pese a que el Atlético de Madrid se le admitió que se reforzara con cesiones temporales de futbolistas de otros equipos en sustitución de sus internacionales perdió su primer encuentro ante los franceses del Football Club des Girondins de Bordeaux en Oeiras por 4-1 y finalizó tercero tras ganar a los italianos, muchos de ellos aquejados de amigdalitis durante todo el torneo. Los locales del Sport Lisboa e Benfica se proclamaron campeones tras vencer a los galos por un 2-1 en la prórroga del partido de desempate.

### Eliminatorias
|  | Semifinales         | Semifinales         |                   |                      | Final                     | Final                     | Final                     | Final                     |  |
|  | 1 de junio (Oeiras) | 1 de junio (Oeiras) |                   |                      | 11 y 18 de junio (Oeiras) | 11 y 18 de junio (Oeiras) | 11 y 18 de junio (Oeiras) | 11 y 18 de junio (Oeiras) |  |
|  |                     |                     |                   |                      |                           |                           |                           |                           |  |
|  |                     |                     |                   |                      |                           |                           |                           |                           |  |
|  | S. L. Benfica       | 3                   |                   |                      |                           |                           |                           |                           |  |
|  | S. L. Benfica       | 3                   |                   |                      |                           |                           |                           |                           |  |
|  | S. S. Lazio         | 0                   |                   |                      |                           |                           |                           |                           |  |
|  | S. S. Lazio         | 0                   |                   | S. L. Benfica (pró.) | 3                         | 2                         | 5                         |                           |  |
|  |                     |                     |                   | S. L. Benfica (pró.) | 3                         | 2                         | 5                         |                           |  |
|  |                     |                     | F. C. G. Bordeaux | 3                    | 1                         | 4                         |                           |                           |  |
|  | F. C. G. Bordeaux   | 4                   | F. C. G. Bordeaux | 3                    | 1                         | 4                         |                           |                           |  |
|  | F. C. G. Bordeaux   | 4                   |                   |                      |                           |                           |                           |                           |  |
|  | Atlético de Madrid  | 2                   |                   |                      | Tercer lugar              | Tercer lugar              |                           |                           |  |
|  | Atlético de Madrid  | 2                   |                   |                      | Tercer lugar              | Tercer lugar              |                           |                           |  |
|  |                     |                     |                   |                      |                           |                           |                           |                           |  |
|  |                     |                     |                   |                      | Atlético de Madrid        | 2                         |                           |                           |  |
|  |                     |                     |                   |                      | Atlético de Madrid        | 2                         |                           |                           |  |
|  |                     |                     |                   |                      | S. S. Lazio               | 1                         |                           |                           |  |
|  |                     |                     |                   |                      | S. S. Lazio               | 1                         |                           |                           |  |
|  |                     |                     |                   |                      |                           |                           |                           |                           |  |

#### Semifinales
| 1 de junio de 1950 | S. L. Benfica                      | 3:0 (2:0) | S. S. Lazio | Estadio Nacional de Portugal, Oeiras |                                 |
|                    | Rosário 7' · Pipi 27' · Duarte 76' | Reporte   |             | Árbitro(s): Julián Arqué Martín      | Árbitro(s): Julián Arqué Martín |

| 1 de junio de 1950 | F. C. Girondins de Bordeaux                 | 4:2 (2:0) | Atlético de Madrid           | Estadio Nacional de Portugal, Oeiras |                               |
|                    | Kargu 16' 88' · Doye 44' · Babot 90' (a.g.) | Reporte   | 48' Ben Barek · 77' Carlsson | Árbitro(s): Paulo de Oliveira        | Árbitro(s): Paulo de Oliveira |

#### Tercer puesto
| 11 de junio de 1950 | Atlético de Madrid           | 2:1 (2:0) | S. S. Lazio | Estadio Nacional de Portugal, Oeiras |                               |
|                     | Ben Barek 10' · Escudero 16' | Reporte   | 73' Nyers   | Árbitro(s): Gabriel Tordjmann        | Árbitro(s): Gabriel Tordjmann |

#### Final
Tras el empate al final de la prórroga, hubo de jugarse un partido de desempate. Tras finalizar de nuevo la prórroga igualada se decidió que se jugasen tiempos de diez minutos hasta que uno de los dos equipos marcase un gol. Fue una de las primeras veces que se vio lo que años después se conoció como el gol de oro.
| 1  | POR | José Bastos       |  |
| 2  | DEF | Félix Antunes     |  |
| 3  | DEF | Jacinto Marques   |  |
| 4  | DEF | Joaquim Fernandes |  |
| 5  | MED | José da Costa     |  |
| 6  | MED | Francisco Moreira |  |
| 7  | DEL | Raul Pascoal      |  |
| 8  | DEL | Arsénio Duarte    |  |
| 9  | DEL | Julinho da Silva  |  |
| 10 | DEL | Eduardo Corona    |  |
| 11 | DEL | Rogério Pipi      |  |
|    |     |                   |  |
| DT | DT  | Ted Smith         |  |

| 1  | POR | Jean-Guy Astresses |  |
| 2  | DEF | Jean Swiatek       |  |
| 3  | DEF | Georges Mérignac   |  |
| 4  | DEF | René Gallice       |  |
| 5  | MED | René Persillon     |  |
| 6  | MED | Guy Meynieu        |  |
| 7  | DEL | Ben M´Barek        |  |
| 8  | DEL | Manuel Garriga     |  |
| 9  | DEL | André Doye         |  |
| 10 | DEL | Édouard Kargu      |  |
| 11 | DEL | Mustapha M´Barek   |  |
|    |     |                    |  |
| DT | DT  | André Gérard       |  |

|  | 3'  | Arsénio Duarte | 1-0 |
|  | 17' | Eduardo Corona | 2-0 |
|  | 56' | Raul Pascoal   | 3-3 |

|  | 21' | André Doye     | 2-1 |
|  | 36' | André Doye     | 2-2 |
|  | 43' | René Persillon | 2-3 |

| Árbitro | Todjam Reporte |

| 1  | POR | José Bastos       |  |
| 2  | DEF | Félix Antunes     |  |
| 3  | DEF | Jacinto Marques   |  |
| 4  | DEF | Joaquim Fernandes |  |
| 5  | MED | José da Costa     |  |
| 6  | MED | Francisco Moreira |  |
| 7  | DEL | Raul Pascoal      |  |
| 8  | DEL | Arsénio Duarte    |  |
| 9  | DEL | Julinho da Silva  |  |
| 10 | DEL | Eduardo Corona    |  |
| 11 | DEL | Rogério Pipi      |  |
|    |     |                   |  |
| DT | DT  | Ted Smith         |  |

| 1  | POR | Jean-Guy Astresses |  |
| 2  | DEF | Jean Swiatek       |  |
| 3  | DEF | Georges Mérignac   |  |
| 4  | DEF | René Gallice       |  |
| 5  | MED | René Persillon     |  |
| 6  | MED | Guy Meynieu        |  |
| 7  | DEL | Ben M´Barek        |  |
| 8  | DEL | Manuel Garriga     |  |
| 9  | DEL | André Doye         |  |
| 10 | DEL | Édouard Kargu      |  |
| 11 | DEL | Mustapha M´Barek   |  |
|    |     |                    |  |
| DT | DT  | André Gérard       |  |

|  | 3'  | Arsénio Duarte | 1-0 |
|  | 17' | Eduardo Corona | 2-0 |
|  | 56' | Raul Pascoal   | 3-3 |

|  | 21' | André Doye     | 2-1 |
|  | 36' | André Doye     | 2-2 |
|  | 43' | René Persillon | 2-3 |

| Árbitro | Todjam Reporte |

| 1  | POR | José Bastos       |  |
| 2  | DEF | Jacinto Marques   |  |
| 3  | DEF | Félix Antunes     |  |
| 4  | DEF | Joaquim Fernandes |  |
| 5  | MED | José da Costa     |  |
| 6  | MED | José Rosário      |  |
| 7  | DEL | Francisco Moreira |  |
| 8  | DEL | Rogério Pipi      |  |
| 9  | DEL | Eduardo Corona    |  |
| 10 | DEL | Julinho da Silva  |  |
| 11 | DEL | Arsénio Duarte    |  |
|    |     |                   |  |
| DT | DT  | Ted Smith         |  |

| 1  | POR | Jean-Guy Astresses |  |
| 2  | DEF | Georges Mérignac   |  |
| 3  | DEF | Jean Swiatek       |  |
| 4  | DEF | André Doye         |  |
| 5  | MED | Manuel Garriga     |  |
| 6  | MED | Ben M´Barek        |  |
| 7  | DEL | René Persillon     |  |
| 8  | DEL | Guy Meynieu        |  |
| 9  | DEL | René Gallice       |  |
| 10 | DEL | Mustapha M´Barek   |  |
| 11 | DEL | Édouard Kargu      |  |
|    |     |                    |  |
| DT | DT  | André Gérard       |  |

|  | 90'  | Arsénio Duarte   | 1-1 |
|  | 146' | Julinho da Silva | 2-1 |

|  | 21' | Édouard Kargu | 0-1 |

| Árbitro | Bertoglio Reporte |

| 1  | POR | José Bastos       |  |
| 2  | DEF | Jacinto Marques   |  |
| 3  | DEF | Félix Antunes     |  |
| 4  | DEF | Joaquim Fernandes |  |
| 5  | MED | José da Costa     |  |
| 6  | MED | José Rosário      |  |
| 7  | DEL | Francisco Moreira |  |
| 8  | DEL | Rogério Pipi      |  |
| 9  | DEL | Eduardo Corona    |  |
| 10 | DEL | Julinho da Silva  |  |
| 11 | DEL | Arsénio Duarte    |  |
|    |     |                   |  |
| DT | DT  | Ted Smith         |  |

| 1  | POR | Jean-Guy Astresses |  |
| 2  | DEF | Georges Mérignac   |  |
| 3  | DEF | Jean Swiatek       |  |
| 4  | DEF | André Doye         |  |
| 5  | MED | Manuel Garriga     |  |
| 6  | MED | Ben M´Barek        |  |
| 7  | DEL | René Persillon     |  |
| 8  | DEL | Guy Meynieu        |  |
| 9  | DEL | René Gallice       |  |
| 10 | DEL | Mustapha M´Barek   |  |
| 11 | DEL | Édouard Kargu      |  |
|    |     |                    |  |
| DT | DT  | André Gérard       |  |

|  | 90'  | Arsénio Duarte   | 1-1 |
|  | 146' | Julinho da Silva | 2-1 |

|  | 21' | Édouard Kargu | 0-1 |

| Árbitro | Bertoglio Reporte |

|                                         |
| Bandera de Portugal                     |
| Campeón S. L. BENFICA (FPF) 1.er título |

## Estadísticas

### Máximos goleadores
| Jugador                 | Club                     | Goles | PJ |
| ----------------------- | ------------------------ | ----- | -- |
| André Doye              | F. C. Girondins Bordeaux | 3     | 3  |
| Arsénio Trindade Duarte | S. L. Benfica            | 3     | 3  |
| Édouard Kargu           | F. C. Girondins Bordeaux | 3     | 3  |
| Larby Ben Barek         | Atlético de Madrid       | 2     | 2  |
| Adrián Escudero         | Atlético de Madrid       | 1     | 1  |
| Raul Romeiras Pascoal   | S. L. Benfica            | 1     | 1  |
| Henry Carlsson          | Atlético de Madrid       | 1     | 2  |
| Ferenc Nyers            | S. S. Lazio              | 1     | 2  |
| Rosário                 | S. L. Benfica            | 1     | 2  |
| Eduardo José Corona     | S. L. Benfica            | 1     | 3  |
| Júlio Correia da Silva  | S. L. Benfica            | 1     | 3  |
| René Persillon          | F. C. Girondins Bordeaux | 1     | 3  |
| Rogério Pipi            | S. L. Benfica            | 1     | 3  |

| Jugador    | Club               | Autogoles | PJ |
| ---------- | ------------------ | --------- | -- |
| Juan Babot | Atlético de Madrid | 1         | 1  |